# Lee Dong-gook
Lee Dong-gook (tiếng Hàn: 이동국; Hán-Việt: Lý Đồng Quốc) (sinh 29 tháng 4 năm 1979) là cựu cầu thủ bóng đá người Hàn Quốc. Anh là người có số bàn thắng nhiều nhất tại K-League. Dong-Gook đã từng thi đấu cho Werder Bremen và Middlesbrough. Anh được mệnh danh là "Vua sư tử".